# 清水洋三
清水 洋三（しみず ようぞう、1970年4月22日 - ）は、日本の漫画家。愛知県出身。血液型O型。
1989年、『ハードリズム』でデビュー。1994年から主に小学館の雑誌に連載している。

## 作品リスト
- 名古屋民俗学外電 AB・フリャー（原作：家田荘子、1994年、ビッグコミック、小学館） - 単行本全2巻。
- Wonder School Boy（1996年9月号 - 2000年3月号、週刊少年サンデー増刊、小学館） - 単行本全8巻。

「隠された過去を持つ謎のスーパー高校生探偵が様々な事件を解決する。この高校生、なんと11億円の借金が!!」
- ナイトラヴァーズ（原作：文月剣太郎、2001年 - 2003年、週刊少年サンデー、小学館） - 単行本全3巻。

「昼はダメダメ…それが夜になった途端に別人に!! そんな特異体質の少年が泥棒?! 様々な謎が謎を呼ぶ。」
- 蒼空のグリフォン（2003年、週刊少年サンデー超） - 単行本全2巻。

「遠く大陸で繰り広げられる戦闘。その中に、日本の青年が居た。彼は「ブルーグリフォン」に乗る英雄として大空を飛んでいた。なぜ彼は命を掛けて戦うのか?!」
- CASH（原作：天王寺大、2006年、漫画アクション、双葉社） - 単行本全2巻。

M&Aを主題に、破天荒な主人公が企業の再建をする。
- オール1の落ちこぼれ、教師になる（原作：宮本延春、2008年、コミックチャージ、角川書店） - 単行本全2巻。
- 17歳（2009年 - 2011年、モバMAN、小学館） - 2009年1月2日からより2011年3月4日まで配信された。単行本全2巻。

未来の地球、管理された街に暮らす17歳のタケロウは同級生・ニコの秘密を知ったことをきっかけに危険に満ちた冒険へと旅立つ。
- 麻雀放浪記2020（原案：阿佐田哲也、2018年6月15日号 - 連載中、近代麻雀、竹書房)

## アシスタント
- 田辺イエロウ